# Pierre Macherey
Pour les articles homonymes, voir Macherey.
Pierre Macherey, né le 17 février 1938 à Belfort, est un philosophe marxiste français, spécialiste de Spinoza.

## Biographie
Après des études au lycée Poincaré de Nancy et au lycée Louis-le-Grand à Paris, il est admis à l'École normale supérieure en 1958, où il participe, aux côté d'Étienne Balibar et de Jacques Rancière, au séminaire de Louis Althusser consacré au Capital de Karl Marx, qui relance en France la lecture philosophique de son œuvre dans le contexte du structuralisme. Il contribue ainsi à l'ouvrage collectif Lire Le Capital (1965). 
Il obtient une maîtrise de philosophie en 1961, ayant présenté un mémoire intitulé Philosophie et politique chez Spinoza et supervisé par Georges Canguilhem. En 1962, il est reçu à l’agrégation de philosophie.
De 1963 à 1965, il effectue son service militaire en tant que professeur au Prytanée militaire de La Flèche, où il enseigne à des classes de mathématiques élémentaires et de préparation à l'entrée à École spéciale militaire de Saint-Cyr.
Enseignant au lycée Descartes de Tours en 1965-1966, il est nommé assistant en 1966 à la Faculté des lettres de Paris, puis maître-assistant et enfin maître de conférences à l’Université de Paris-I, fonction qu'il occupe jusqu’en 1992, auprès du département de philosophie. En 1992, il est nommé professeur des universités à l'université Lille III et devient professeur émérite après son départ à la retraite en février 2003.
Il anime depuis novembre 2009 un groupe d'étude philosophique sur la plateforme académique Hypotheses.org. Intitulé "La philosophie au sens large", ce carnet de recherche en ligne se veut le prolongement des séances du groupe d’études qui s’est réuni chaque semaine entre 2000 et 2010, dans le cadre de l'Unité mixte de recherche (UMR 8163) du CNRS « Savoirs, Textes, Langage » (STL). Son objectif vise à reformuler la problématique de la pratique.

## Œuvres
- Lire le Capital, t. I, 1965 (avec Louis Althusser, Étienne Balibar, Roger Establet, et Jacques Rancière, paru en novembre 1965 en deux tomes)
- Pour une théorie de la production littéraire, Maspero, 1966 (rééd. 2014).
- Hegel ou Spinoza, Maspero, 1977 (rééd. La Découverte, 2004).
- Hegel et la société, PUF, 1984 (avec Jean-Pierre Lefebvre).
- Comte. La philosophie et les sciences, PUF, 1989.
- À quoi pense la littérature ?, PUF, 1990.
- Avec Spinoza (Études sur la doctrine et l’histoire du spinozisme), PUF, 1992.
- Introduction à l’Éthique de Spinoza (5 volumes), PUF, 1994-1998
- Histoires de dinosaure. Faire de la philosophie. 1965/1997, PUF, 1999.
- Marx 1845. Les « Thèses » sur Feuerbach, traduction et commentaire, Paris, Éditions Amsterdam, coll. « Inédits », 2008.
- Petits Riens. Ornières et dérives du quotidien, Éditions Le Bord de l'eau, coll. « Diagnostics », 2009.
- De Canguilhem à Foucault : la force des normes, La Fabrique éditions, 2009.
- De l'Utopie, De l'incidence éditeur, 2011.
- La Parole universitaire, La Fabrique éditions, 2011.
- Proust. Entre littérature et philosophie, Éditions Amsterdam, Coll. «Hors collection», 2013.
- Études de philosophie « française ». De Sieyès à Barni, Publications de la Sorbonne, coll. « La Philosophie À L'Œuvre », 2013.
- Identités, de l'incidence éditeur, 2013.
- Philosopher avec la littérature, Exercices de philosophie littéraire, Hermann, 2013.
- Querelles cartésiennes, Lille, Presses universitaires du Septentrion, 2014.
- Le Sujet des normes, Éditions Amsterdam, coll. « Hors collection », 2014.
- Études de philosophie littéraire, de l'incidence éditeur, 2014.
- S'orienter, Editions Kimé, 2017.
- En lisant Jules Verne, incidence éditions, 2018.
- Sagesse ou ignorance ? : la question de Spinoza, Éditions Amsterdam, 2019.
- A l'essai, Kimé, Paris, 2019.